# آر. دنيس كوك
آر. دنيس كوك (بالإنجليزية: R. Dennis Cook)‏ هو إحصائي أمريكي، ولد في 20 يونيو 1944.